# Narušená síť
Narušená síť je 16. epizoda 9. řady sci-fi seriálu Hvězdná brána.

## Děj
Při zjišťování charakteru, kukuřici podobné drogy, pěstované na cizí planetě, kterou náhodou objevila SG-3, se SG-1 dostane do přestřelky se členy Luciánské Aliance. Poté, co SG-1 ustoupí až k bráně, se Dr. Daniel Jackson pokouší zadat adresu, avšak Hvězdná brána je transportována paprskem dříve, než se mu to podaří.
Nemajíc kam ustoupit, je SG-1 zajata a Worrelem, vůdcem místní frakce Luciánské Aliance. Worrel podezřívá SG-1 z krádeže brány. Mezitím na Zemi se generálmajor Hank Landry dozvídá od Tok'rů, že někdo krade Hvězdné brány po celé galaxii. Má podezření na Ba'ala, ale potřebuje důkaz. Obrací se proto na uvězněného bývalého Ba'alova stoupenece,?? Neruse. Zároveň je nově zprovozněná loď Odyssey odeslána k záchraně SG-1.
Nerus potvrzuje Landryho podezření a řekne mu, že Ba'al se pravděpodobně snaží vytvořit novou říši s ukradenými bránami. Po velkolepé hostině, kterou Nerusovi Landry poskytl se Nerus přiznává, že vyvinul způsob, jak deaktivovat ve hvězdné bráně aktualizaci jejího systému, čímž se stane nedetekovatelnou v síti bran. Ba'alovým plánem je založení vlastní sítě hvězdných bran na jeho vlastních planetách a použití antické zbraně na Dakaře k vyhlazení zbytku galaxie pomocí původní sítě Hvězdných bran.
Mezitím na cizí planetě se Worrel chystá popravit SG-1. SG-1 je však transportována na palubu Odyssey, kde je informována o Ba'alově plánu. Nerus žádá svobodu výměnou za adresu místa, kde se Ba'al nachází, ale Landry se zdráhá k úmluvě přistoupit. Nakonec Landry dá tajně Nerusovi subprostorový lokátor a pak souhlasí s jeho propuštěním na svobodu. Když se Nerus vrátí na Ba'alovu loď, lokátor vysílá Nerusovu pozici na Odyssey. Když se Nerus pokusí použít počítač na Ba'alově lodi, virus nahraný do lokátoru se spustí a deaktivuje obranu mateřské lodi. Odyssey se může bezpečně přiblížit k Ba'alově lodi a SG-1 se transportuje na palubu. Ve skladu, kde jsou uloženy ukradené hvězdné brány začne SG-1 umisťovat na brány polohové majáky, aby mohly být transportovány na Odyssey.
Ne všechno jde hladce. Luciánská Aliance také objeví polohu Ba'ala a tři Ha'taky začnou střílet na bezbrannou Ba'alovu loď. Ba'alovi se rychle podaří opravit štíty a tím brání Odyssey v transportu SG-1 a poslední hvězdné brány. Ba'alovi Jaffové se blíži ke skladu a SG-1 musí použít poslední bránu k návratu na Zemi. Brzy poté je Ba'alova loď zničena a Odyssey unikne před loděmi Luciánské Aliance do hyperprostoru.